# Ursus model 1921/1922
Ursus model 1921/1922 – pierwszy polski ciągnik rolniczy, produkowany w latach 1922–1927 w zakładach mechanicznych Ursus w Warszawie w dzielnicy Wola, potocznie nazywany „ciągówka”.

## Historia modelu

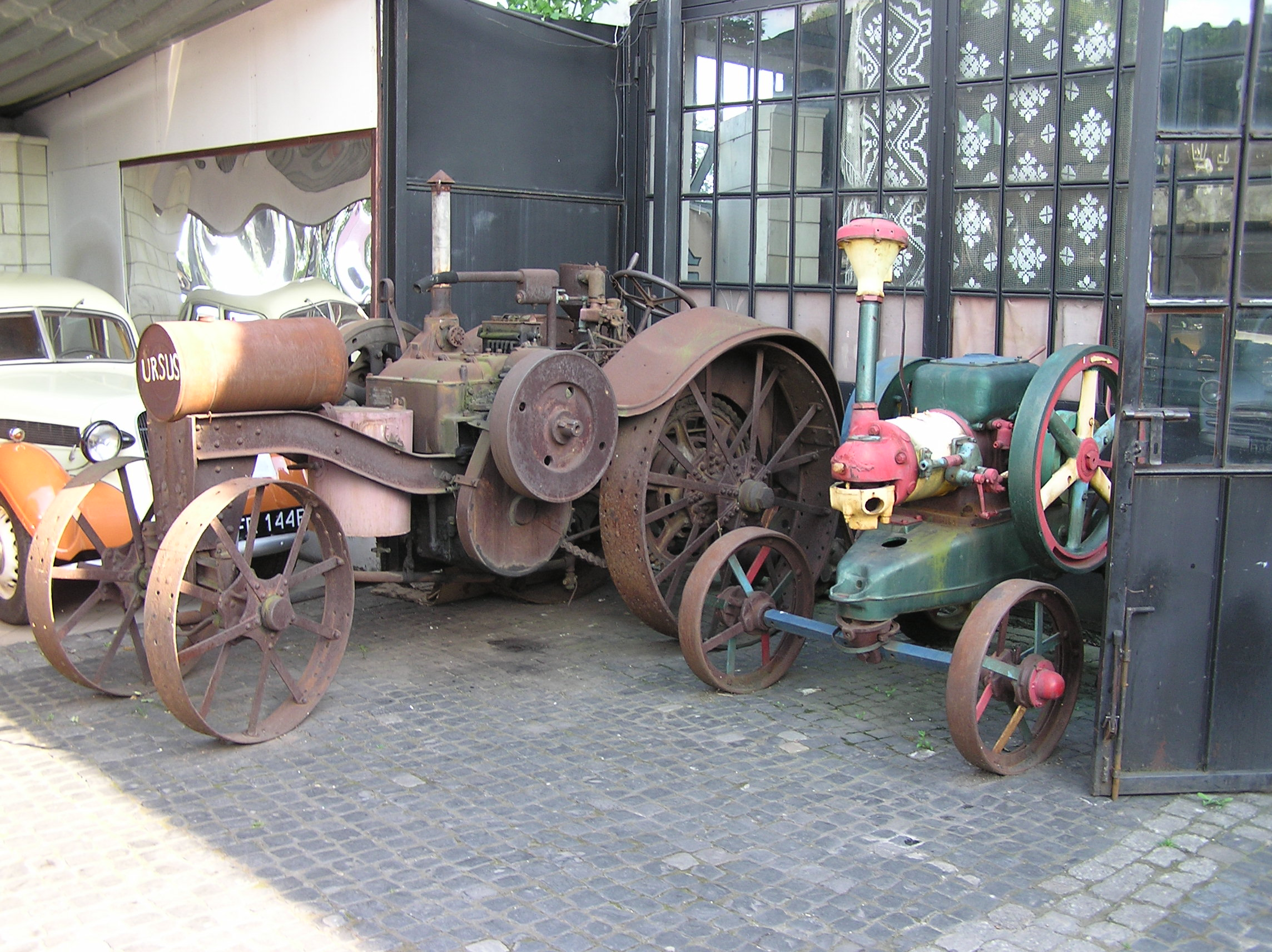
„Titan Engine” (po lewej) w Muzeum Motoryzacji w Otrębusach koło Warszawy

W latach 1915–1918 zespół pod kierownictwem prof. Karola Taylora rozpoczął prace konstrukcyjne nad pierwszym polskim ciągnikiem rolniczym. W 1918 roku został zaprezentowany prototyp ciągnika. Nie wszedł jednak do produkcji seryjnej.
W 1921 roku w Fabryce Silników i Traktorów „Ursus” rozpoczęto przygotowania do produkcji ciągnika rolniczego, nazywanego wówczas  „ciągówką”, którego konstrukcja oparta była na amerykańskim ciągniku Titan. W literaturze używane jest określenie Ursus model 1921/1922. W 1922 roku uruchomiono produkcję i w czerwcu tego roku pierwsze egzemplarze zaprezentowane zostały na polsko-francuskiej wystawie maszyn rolniczych w parku przy Agrykoli w Warszawie i pokazach orki w Wilanowie, a jesienią na II Targach Wschodnich we Lwowie. Na obu ekspozycjach traktor uzyskał bardzo pochlebne opinie. Według J. Tarczyńskiego, znana jest wielkość produkcji dla lat 1922–1923 – 100 sztuk, a całość produkcji, do 1925 roku, szacuje na około 200 sztuk. Inne publikacje podają, że produkowano je do 1927 roku i szacują produkcję na 100–150 sztuk.
Jednocześnie rok 1922 – rozpoczęcie produkcji pierwszej ciągówki Ursus – jest momentem narodzin polskiego przemysłu ciągnikowego.
W 1968 r. rolnik Stanisław Rakowski przekazał egzemplarz ciągówki Ursus do Muzeum Zakładowego Ursusa. Przed tym jeszcze wykonał pokazową orkę w pełni sprawnym i zadbanym ciągnikiem liczącym wówczas ponad 40 lat.

## Dane techniczne
Silnik:
- wielopaliwowy (benzyna, nafta), czterosuwowy, dwucylindrowy napędzał koła tylne za pomocą łańcuchów rolkowych[2]
- moc – 25 KM przy 575 obr./min[2]

Układ jezdny:
- skrzynia biegów – o dwóch przełożeniach, z biegiem wstecznym
- przednie – oś sztywna zawieszona wahliwie na sworzniu centralnym
- tylne – sztywne
- hamulce mechaniczne na koła tylne
- prędkość maksymalna – na I biegu 3,4 km/h, na II biegu 4,7 km/h[2]
- siła pociągowa na I biegu – 8800 N (900 kG[2])